# Kick the Can Crew
Kick the Can Crew fue un grupo de rap de Tokio, Japón. Los miembros del grupo fueron Kreva, MCU, y Little.
Formado en 1996, el grupo es y fue conocido por canciones como "Good Music", "Sayonara Sayonara", "Unbalance", "Marushe (マルシェ)" o "Toriiiiiico".
Con Warner Music Japan lanzaron sus álbumes Vitalizer (2002), Magic Number (2003), Good Music (2004) y Best album 2001-2003 (2003).
Con Utopia lanzaronYoung King (2000) y con Burgerinn Records Greatest Hits (2001).
Kick the Can Crew hizo frecuentes apariciones en la estación de televisión de la música de Japón, Space Shower TV, desde su debut.
Kreva, el principal contribuidor del grupo, ganó tres años consecutivos la batalla de MC,s en Japón, y ha pasado a colaborar con otros grupos, sobre todo los japoneses, como Hirai Ken. 
En 2004 el grupo se disolvió haciendo que cada miembro se ocuparan de sus carreras solistas. Kreva ha sido el miembro más visible desde la ruptura del grupo lanzando varios sencillos y álbumes con gran éxito.
Aparte de los álbumes lanzados con sus respectivas discográficas, el grupo iba lanzando maxisencillos para preparar a los fanes de los álbumes que iban a sacar.

## Lista de canciones famosas del grupo
- Super Original (スーパーオリジナル)
- It's not Over (イツナロウバ)
- Kankeri 01 y 02
- Oneway
- Sayonara Sayonara
- Unbalance (アンバランス )
- Chikyuu Blues ~337~ (地球ブルース ～337～)
- TORIIIIIICO

## Maxisencillos del grupo
- Kick the Can Crew - スーパーオリジナル (2001)
- Kick the Can Crew - イツナロウバ (200
- Kick the Can Crew - カンケリ01/LIFELINE (2001)
- Kick the Can Crew - クリスマス・イブRap (2001)
- Kick the Can Crew - マルシェ (2002)
- Kick the Can Crew - Oneway (2002)
- Kick the Can Crew - Sayonara Sayonara (2002)
- Kick the Can Crew - アンバランス (2002)
- Kick the Can Crew - 地球ブルース～337～/DJDJ[for RADIO] (2002)
- Kick the Can Crew feat.CASSETTE VISION - TORIIIIIICO! (2002)
- Kick the Can Crew - 性コンティニュー (2003)
- Kick the Can Crew - GOOD MUSIC (2003)
- Kick the Can Crew - パンク寸前のFUNK (2003)
- Kick the Can Crew - ナビ/揺れ (2003)
- Kick the Can Crew - 脳内VACATION (2003)